# 兒玉良則

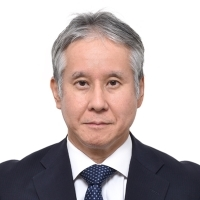
外務省より公表された公式肖像画像

兒玉 良則（こだま よしのり、1965年〈昭和40年〉8月22日 - ）は、大分県出身の日本の外交官。
東南アジア諸国連合日本政府代表部公使などを経て、2023年9月から在ホノルル総領事を務める。

## 略歴
- 1990年3月　東京大学法学部第二類卒業
- 1990年4月　外務省入省
- 2005年3月　在カンボジア日本国大使館 一等書記官
- 2007年1月　在カンボジア日本国大使館 参事官
- 2007年8月　内閣官房内閣総務官室総理大臣官邸事務所 官房副長官秘書官
- 2009年7月　アジア大洋州局北東アジア課日韓経済室長
- 2011年8月　経済局国際経済課欧州連合経済室長
- 2012年8月　アジア大洋州局大洋州課長
- 2014年7月　在マレーシア日本国大使館 参事官
- 2016年1月　在マレーシア日本国大使館 公使
- 2017年7月　在ベルギー日本国大使館 公使
- 2020年7月　東南アジア諸国連合日本政府代表部 公使
- 2023年9月　在ホノルル日本国総領事館 総領事

## 同期
- 麻妻信一（24年ナミビア大使）
- 新居雄介（24年イスラエル大使・22年国際情報統括官・21年国際情報統括官付兼総合外交政策局審議官）
- 伊従誠（23年シアトル総領事）
- 岩本桂一（24年領事局長）
- 遠藤和也（24年フィリピン大使・22年国際協力局長・21年総合外交政策局兼領事局審議官）
- 大隅洋（23年サンフランシスコ総領事）
- 貴島善子（23年広州総領事）
- 小林麻紀（23年外務報道官・21年中南米局長・17年東京五輪組織委員会広報局長）
- 徳田修一（24年在ロシア大使館公使・22年シドニー総領事）
- 野口泰（23年中南米局長・22年サンフランシスコ総領事・20年防衛省防衛政策局次長・17年サンパウロ総領事・15年宮崎県警察本部長）
- 山中修（24年シドニー総領事）